# Lough Kinale and Derragh Lough SPA
Lough Kinale and Derragh Lough SPA este o arie protejată (arie de protecție specială avifaunistică — SPA) din Irlanda întinsă pe o suprafață de 287,8 ha, integral pe uscat.

## Localizare
Centrul sitului Lough Kinale and Derragh Lough SPA este situat la coordonatele 53°46′27″N 7°24′41″W / 53.774289°N 7.411375°V.

## Înființare
Situl Lough Kinale and Derragh Lough SPA a fost declarat arie de protecție specială avifaunistică în noiembrie 1995 pentru a proteja 9 specii de animale.

## Biodiversitate
Situată în ecoregiunea atlantică, aria protejată nu include niciun habitat protejat.
La baza desemnării sitului se află mai multe specii protejate de  păsări (9): rață mare (Anas platyrhynchos), rață-cu-cap-castaniu (Aythya ferina), rața moțată (Aythya fuligula), Bucephala clangula, lișiță (Fulica atra), pescăruș râzător (Larus ridibundus), cormoran mare (Phalacrocorax carbo), corcodel mare (Podiceps cristatus), corcodel mic (Tachybaptus ruficollis).
Pe lângă speciile protejate, pe teritoriul sitului au mai fost identificate 1 specie de păsări.